# Vippfetknopp
Vippfetknopp (Sedum cepaea) är en art i familjen fetbladsväxter från bergsområdena i västra, centrala och södra Europa, samt västra Turkiet och norra Afrika.

## Synonymer
Anacampseros cepaea (L.) Willdenow
Cepaea caesalpini Fourreau
Phedimus uniflorus Rafinesque
Sedum amani Post
Sedum cepaea var. gallioides (Pourr. ex All.) Rouy & E.G.Camus
Sedum cepaea var. gracilescens Maire & Weiller
Sedum gallioides Pourr. ex All.
Sedum paniculatum Lam. nom. illeg.
Sedum spathulatum Waldststein-Wartemberg & Kitaibel
Sedum tetraphyllum J.Sibthorp & Sm.
Sedum verticillatum Dulac